# Rezolucja Rady Bezpieczeństwa ONZ nr 195
Rezolucja Rady Bezpieczeństwa ONZ nr 195 została przyjęta jednomyślnie 9 października 1964 r.
Po przeanalizowaniu wniosku Malawi o członkostwo w Organizacji Narodów Zjednoczonych, Rada zaleciła Zgromadzeniu Ogólnemu przyjęcie tego państwa do swojego grona.

## Źródło
- UNSCR - Resolution 195